# Krill
Krill is het geheel van kleine ongewervelde, garnaalachtige zeedieren die behoren tot de orde Euphausiacea. De Euphausiacea vormen een belangrijk deel van het zoöplankton in de oceanen rond de Noord- en Zuidpool. 

## Etymologie
Het woord krill is een betrekkelijk nieuw woord in het Nederlands en is oorspronkelijk rond 1950 uit het Noors overgenomen, waar het aanvankelijk een synoniem was voor viskuit of zeer kleine vissen. Het woord is etymologisch verwant aan het Nederlandse kriel dat oorspronkelijk gebruikt werd voor allerhande kleingoed, kleine aardappelen of dieren, kleine kinderen of door elkaar wriemelende insecten, vergelijk krielkip, krieltjes en krioelen.

## Beschrijving
Vaak wordt met krill het Antarctisch krill (Euphausia superba) bedoeld. Dit diertje leeft in de wateren rond Antarctica. Antarctisch krill en vooral een andere soort uit dit geslacht Euphausia crystallorophias (ijskrill) voeden zich met algen die onderaan het antarctisch pakijs groeien.
Ook op het noordelijke halfrond komen soorten voor die tot het krill behoren zoals Meganyctiphanes norvegica (noordelijke krill) en Euphausia pacifica (Pacifische krill). Het totaal aantal soorten en ondersoorten dat tot het krill gerekend kan worden, is rond de 120.

## Ecologie en bedreigingen
Krill vormt een belangrijke voedselbron voor walvissen, pinguïns, robben en een groot aantal vissoorten zoals de Alaskakoolvis, andere soorten kabeljauwachtigen, Spaanse makreel, zandspieringen, Pacifische heek, haringen, zandvis, heilbot en zalmen.
Onderzoekers hebben vastgesteld dat de hoeveelheid krill sterk is afgenomen sinds de jaren 1970, in sommige gebieden met wel 80%. Algemeen wordt aangenomen dat de klimaatverandering de voornaamste oorzaak van de achteruitgang in de krillstand is, waardoor het complete ecosysteem op onder andere Antarctica verstoord wordt.

## Krill-olie
Krill is een minder bekende bron van omega 3-vetzuren. De olie wordt geëxtraheerd volgens een speciaal proces.

## Families
- Bentheuphausiidae
- Euphausiidae